# Dominika
Dominika, Wspólnota Dominiki (ang. Dominica, Commonwealth of Dominica) – państwo na wyspie o takiej samej nazwie na Morzu Karaibskim w grupie Wysp Nawietrznych (Małe Antyle), pomiędzy Gwadelupą i Martyniką.

## Warunki naturalne
Dominika jest górzystą wyspą pochodzenia wulkanicznego. Prawie cała wyspa, z wyjątkiem nizin nadbrzeżnych, pokryta jest pasmami górskimi z najwyższym szczytem Morne Diablotins (1447 m n.p.m.). Na wyspie panuje klimat podrównikowy, bardzo wilgotny, z występującymi dość często cyklonami tropikalnymi. Średnia temperatura powietrza utrzymuje się na stałym poziomie przez cały rok i wynosi od 19 do 32 °C, roczna suma opadów notowana w Roseau wynosi 1980 mm. Dominującą roślinnością kraju jest wilgotny las równikowy. Wyspa posiada rozwiniętą sieć rzeczną w postaci licznych rzek i potoków górskich, występują również liczne źródła mineralne. Bogaty świat zwierzęcy i roślinny obfituje w liczne gatunki ptaków oraz kwiatów, w tym w narodowy kwiat Dominiki – Bwa Carib.

## Ustrój polityczny
Dominika jest republiką, członkiem Wspólnoty Narodów. Aktualnie obowiązująca konstytucja z 1978 roku została uchwalona w roku uzyskania pełnej niepodległości. Głową państwa jest prezydent, wybierany przez parlament na 5-letnią kadencję (maksymalnie dwie kadencje). Władza ustawodawcza należy do jednoizbowego 30-osobowego parlamentu (tzw. Izba Zgromadzenia) o 5-letniej kadencji, większość jego członków jest wybierana w wyborach powszechnych, a pozostała część mianowana przez prezydenta. Władza wykonawcza należy do prezydenta i powoływanego przezeń rządu, odpowiedzialnego przed parlamentem, premier rządu jest wyłaniany spośród pochodzących z wyboru członków parlamentu.

## Języki
Językiem urzędowym jest język angielski, natomiast nieoficjalnym (potocznym) językiem jest patois.

## Demografia
Według spisu powszechnego ludność czarna stanowi 86,8% populacji, ludność mieszana 9,1%, Indianie 2,9%, pozostali 1,3%, a nieokreśleni 0,2%.

## Religia
Struktura religijna kraju w 2015 roku, według The Association of Religion Data Archives:
- katolicy – 44,5%,
- protestanci – 34,6%:
  - zielonoświątkowcy – 7,3%,
  - adwentyści dnia siódmego,
  - metodyści,
- bez religii – 10,6%,
- nieznane – 5,6%,
- inni i nieokreśleni chrześcijanie – 2,9%,
- synkretyzm chrześcijański – 1,2%,
- tradycyjne religie plemienne – 0,3%,
- muzułmanie – 0,2%,
- buddyści – 0,1%,
- inne religie – 0,2%.

## Historia
Wyspa była w okresie prekolumbijskim zamieszkiwana przez Arawaków. W listopadzie 1493 roku odkrył ją dla Europy Krzysztof Kolumb.Co ciekawe, odkryto ją w niedzielę, stąd nazwa Dominika (dies dominica, z łaciny niedziela) W 1632 pojawili się tu osadnicy francuscy, których wpływy kulturowe są widoczne do dziś. W 1763 wyspę przyznano Wielkiej Brytanii. Początkowo administrowana jako część Wysp Zawietrznych, od 1771 odrębna kolonia. W 1871 roku weszła w skład Federacji Wysp Podwietrznych. Na wyspie w okresie kolonialnym rozwijała się uprawa trzciny cukrowej, bananów i kakao. W 1939 Dominika wystąpiła z Federacji a rok później 1940 stała się częścią Wysp Zawietrznych. W latach 1958–1962 członek Federacji Indii Zachodnich. W 1967 roku przyznano jej status państwa stowarzyszonego z Wielką Brytanią. Niepodległość w ramach brytyjskiej Wspólnoty Narodów przyznano jej w 1978 roku. W latach 1980–1995 rządy sprawowała prawicowa Partia Wolności Dominiki, premierem była Eugenia Charles. W latach 1995–2000 rządziła Zjednoczona Partia Robotnicza. W 2000 roku wybory parlamentarne zwyciężyła Partia Pracy Dominiki, która tym samym objęła rządy.

## Gospodarka
Dominika jest jednym ze słabiej rozwiniętych krajów Małych Antyli. Jednostką monetarną jest dolar wschodniokaraibski. Podstawą gospodarki jest rolnictwo, produkując głównie na eksport. Produktami eksportowymi kraju są banany, mydło, orzechy kokosowe, kopra oraz olejki eteryczne.

## Atrakcje turystyczne

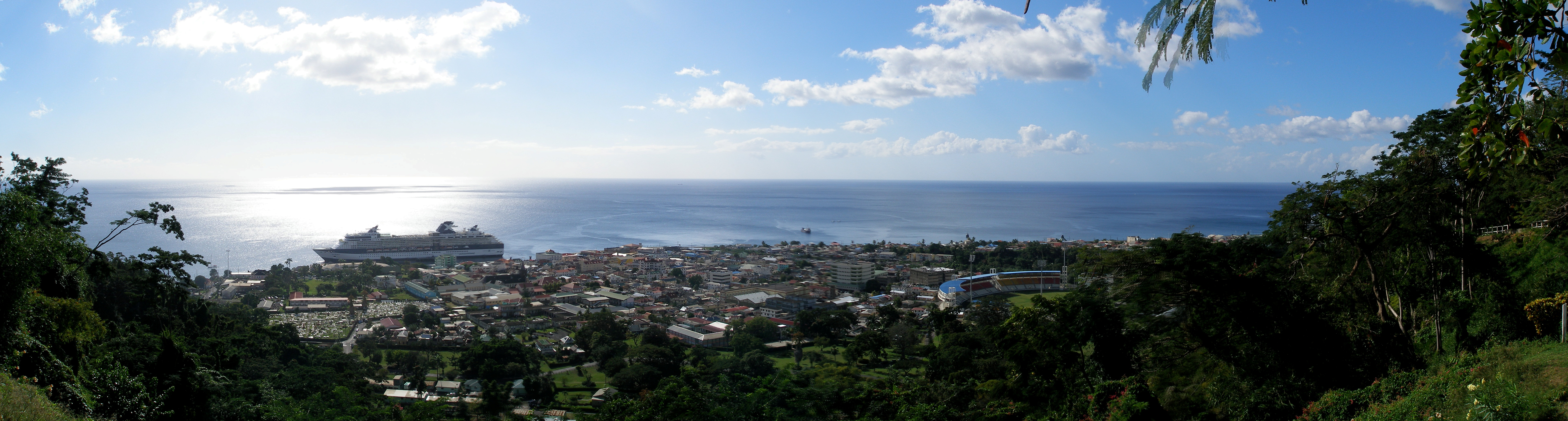
Panorama Roseau, stolicy Dominiki

Atrakcją wyspy są źródła mineralne oraz górskie jezioro z wodą podgrzewaną przez ulatniające się podziemne gazy. Ciekawą formą zwiedzenia lasu tropikalnego jest przejazd wśród koron drzew kolejką linową, dającą możliwość obserwacji życia ogromnej menażerii ptaków, jaka występuje na Dominice. Szczególnie upodobały sobie to miejsce papugi. Dwa gatunki papug obecnych na wyspie nie występują nigdzie indziej na świecie. Są to: amazonka cesarska (Amazona imperialis), która jest narodowym ptakiem Dominiki, oraz amazonka dominikańska (Amazona arausiaca).
Słynnym produktem jest dominickie piwo kubuli, które w 2002 roku otrzymało Złoty Medal w konkursie Monde Selection Award, organizowanym przez browarników belgijskich. Na Dominice, oprócz standardowych atrakcji oferowanych przez „karaibskie raje”, można obserwować wieloryby oraz przyjrzeć się bliżej życiu i zwyczajom Indian karaibskich – Kalinago, których około 500-osobowa grupa zamieszkuje jeszcze wyspę.